# Scymnus howdeni
Scymnus howdeni är en skalbaggsart som beskrevs av Gordon 1976. Scymnus howdeni ingår i släktet Scymnus och familjen nyckelpigor. Inga underarter finns listade i Catalogue of Life.